# Trąbki (województwo warmińsko-mazurskie)
Trąbki – kolonia w Polsce położona w województwie warmińsko-mazurskim, w powiecie braniewskim, w gminie Płoskinia nad zachodnim brzegiem jeziora Pierzchalskiego.
W latach 1975–1998 miejscowość administracyjnie należała do województwa elbląskiego. Osada znajduje się w historycznym regionie Warmia.
Inne miejscowości o nazwie Trąbki: Trąbki